# Idiocera kowalskii
Idiocera kowalskii là một loài ruồi trong họ Limoniidae. Chúng phân bố ở miền Cổ bắc.